# 蘭妮·特里亞·馬亞薩里
蘭妮·特里亞·馬亞薩里（2002年5月8日—），印尼女子羽毛球運動員。

## 球員生涯

### 2022年
2022年，蘭妮·特里亞·馬亞薩里入選亞洲羽毛球團體錦標賽女子團體和優霸盃國家隊；在亞洲團體錦標賽決賽，馬亞薩里於印尼總比分以2比1領先韓國時出賽第二點女雙，與搭檔妮塔·维奥莉娜·马瓦尔以23－21、21－11取勝，助印尼奪冠。6月，馬亞薩里搭檔耶西塔·米安托罗晉級波恩國際賽女雙決賽，以1比2（19-21、21-12、16-21）敗於許雅晴／林琬清獲亞。
下半年開始，馬亞薩里改與莉布卡·蘇吉阿托搭檔，兩人在9月底舉辦的越南公開賽首次亮相，在隨後兩個月內奪得瑪琅國際挑戰賽及巴林國際挑戰賽女子雙打冠軍。

### 2023年
馬亞薩里2023年再次代表印尼參加該年亞洲羽毛球混合團體錦標賽、蘇迪曼盃，與蘇吉阿托亦開始參加更多高級別賽事，並首度參加亞洲錦標賽和世界錦標賽。
4月，馬亞薩里／蘇吉阿托晉級奧爾良羽毛球大師賽，是兩人首度晉級世界羽聯世界巡迴賽四強。9月，她們在印尼舉辦的超級100級別棉蘭大師賽女雙決賽以直落二（22-20、21-10）擊敗張淨惠／楊景惇，獲世界巡迴賽首冠。10月底，在另一站印尼舉辦的泗水大師賽決賽以直落二（21-12、21-16）擊敗隊友Meilysa Trias Puspitasari／瑞秋·阿莱西娅·罗斯，獲得世界巡迴賽第二冠。

### 2024年
1月底，馬亞薩里／蘇吉阿托在開季第一站賽事——印尼大師賽首度晉級超級500級別四強，最終以14－21、11－21不敵刘圣书／譚寧，無緣決賽。

## 主要比賽成績
只列出曾進入準決賽的國際賽事成績：
| 年份   | 賽事                     | 公開賽級別 | 項目     | 搭檔                        | 成績   |
| ------ | ------------------------ | ---------- | -------- | --------------------------- | ------ |
| 2022年 | 亞洲羽毛球團體錦標賽     | 其他       | 女子團體 | －                          | 冠軍   |
| 2022年 | 丹麥羽毛球大師賽         | 國際挑戰賽 | 女子雙打 | 耶西塔·米安托罗             | 準決賽 |
| 2022年 | 波恩羽毛球國際賽         | 未來系列賽 | 女子雙打 | 耶西塔·米安托罗             | 亞軍   |
| 2022年 | 瑪琅羽毛球國際挑戰賽     | 國際挑戰賽 | 女子雙打 | 莉布卡·苏吉阿托             | 冠軍   |
| 2022年 | 巴林羽毛球國際挑戰賽     | 國際挑戰賽 | 女子雙打 | 莉布卡·苏吉阿托             | 冠軍   |
| 2023年 | 奧爾良羽毛球大師賽       | 超級300賽  | 女子雙打 | 莉布卡·苏吉阿托             | 準決賽 |
| 2023年 | 印尼棉蘭羽毛球大師賽     | 超級100賽  | 女子雙打 | 莉布卡·苏吉阿托             | 冠軍   |
| 2023年 | 印尼泗水羽毛球大師賽     | 超級100賽  | 女子雙打 | 莉布卡·苏吉阿托             | 冠軍   |
| 2024年 | 印尼羽毛球大師賽         | 超級500賽  | 女子雙打 | 莉布卡·苏吉阿托             | 準決賽 |
| 2024年 | 亞洲羽毛球團體錦標賽     | 其他       | 女子團體 | －                          | 季軍   |
| 2024年 | 瑞士羽毛球公開賽         | 超級300賽  | 女子雙打 | 莉布卡·蘇吉阿托             | 冠軍   |
| 2024年 | 優霸盃                   | 其他       | 女子團體 | －                          | 亞軍   |
| 2024年 | 印尼泗水羽毛球國際挑戰賽 | 國際挑戰賽 | 女子雙打 | 西蒂·法迪亚·席尔瓦·拉马丹蒂 | 冠軍   |
| 2024年 | 印尼泗水羽毛球大師賽     | 超級100賽  | 女子雙打 | 西蒂·法迪亚·席尔瓦·拉马丹蒂 | 亞軍   |
| 2025年 | 泰國羽毛球大師賽         | 超級300賽  | 女子雙打 | 西蒂·法迪亚·席尔瓦·拉马丹蒂 | 冠軍   |
| 2025年 | 亞洲羽毛球混合團体錦標賽 | 其他       | 混合團体 | －                          | 冠軍   |
| 2025年 | 斯里蘭卡羽毛球國際挑戰賽 | 國際挑戰賽 | 女子雙打 | Velisha Christina           | 準決賽 |
| 2025年 | 蘇迪曼盃                 | 其他       | 混合團体 | －                          | 季軍   |

| 2018-2026年 | 總決賽 | 超級1000賽 | 超級750賽 | 超級500賽 | 超級300賽 | 超級100賽 | 國際挑戰賽 | 國際系列賽 | 未來系列賽 | 其他 |

### 奧運會和世錦賽參賽紀錄
|          | 搭檔            | 2023 |
| -------- | --------------- | ---- |
| 女子雙打 | 莉布卡·苏吉阿托 | 32強 |

## 外部連結
- 蘭妮·特里亞·馬亞薩里在BWFBadminton.com（英语）
- 蘭妮·特里亞·馬亞薩里在BWF.TournamentSoftware.com（英语）
- 蘭妮·特里亞·馬亞薩里在Flashscore（英语）